# Pawel Sergejewitsch Kusmitsch
Pawel Sergejewitsch Kusmitsch (russisch Павел Сергеевич Кузмич; * 16. Juni 1988 in Krasnojarsk) ist ein russischer Rennrodler.
Pawel Kusmitsch ist Student und lebt in Moskau. Er begann 1999 mit dem Rennrodeln. Mit seinem Partner Boris Kuryschkin startet er als Vordermann im Doppelsitzer. Ihr Debüt im Rennrodel-Weltcup gaben sie zum Auftakt der Saison 2007/08 in Lake Placid, wo sie ebenso wie im folgenden Rennen in Calgary Elfte wurden. Es waren die einzigen Saisonrennen im Weltcup für Kusmitsch/Kuryschkin, in der Gesamtwertung wurden sie 26. Zwei Ränge schlechter schnitten sie in der Saison 208/09 ab, in der sie ebenfalls zwei Rennen bestritten, beide Male aber unter die besten 20 fuhren. In Sigulda schafften sie einen 15. Rang. Die Weltcup-Saison 2009/10 nahmen sie erstmals an einer kompletten Weltcup-Saison teil. Mit Rang 12 schafften sie in Altenberg ihr bestes Weltcup-Ergebnis. Erstes Großereignis wurden die Rennrodel-Europameisterschaften 2010 in Sigulda. Kusmitsch/Kuryschkin belegten in Abwesenheit der Weltklasse-Doppel aus Deutschland und Italien einen achten Platz.